# West Sole Gas Field
West Sole Gas Field är ett gasfält i Storbritannien. Det ligger i den östra delen av landet, 250 km norr om huvudstaden London.
Terrängen runt West Sole Gas Field är varierad.  Det finns inga samhällen i närheten. 